# Achupallas (Buenos Aires)
Achupallas (aussi appelée Estación Achupallas, Achupalla ou Villa Grisolía) est une petite localité d'Argentine dans la province de Buenos Aires. Elle se situe dans le partido d'Alberti.

## Géographie
Achupallas se situe à 165 km à l'ouest de Buenos Aires et à 21 km au sud-est d'Alberti, chef-lieu du partido. Le territoire urbanisé d'Achupallas forme un carré presque parfait. Le Río Salado passe au nord de la localité, et un canal affluent de ce dernier passe à l'est d'Achupallas.

### Transports
La localité est reliée à Alberti et au reste de la province de Buenos Aires par la route provinciale 51. Elle entretenait une liaison ferroviaire avec Plá et Ramón Biaus par le Chemin de fer General Manuel Belgrano (ligne G4).

## Toponymie
Le toponyme Achupallas renvoie à la bataille éponyme (combate de Achupallas (es)) ayant eu lieu au Paso de Los Patos.

## Histoire
La gare de la localité est inaugurée en 1911.

## Population et société
La localité comptait 88 habitants en 2010. Elle a donc droit à une délégation municipale, représentée par Juan Madou.
Il y a une salle de premiers secours et une chapelle catholique à Achupallas.

## Économie
L'économie d'Achupallas est majoritairement agricole, on y cultive notamment le maïs et le soja.

## Sports

### Football
On trouve un club de football à Achupallas : le Fiorentina Fútbol Club.

## Culture et loisirs
L'ancienne gare de la localité a été transformée en centre culturel. Il est possible de pratiquer la pêche dans le Río Salado.

## Lieux et monuments
- Place d'Achupallas, au centre de la localité.
- Ancienne gare de la localité, construite en 1911.